# Skovsnogen Artspace
55°55′23.14″N 8°54′30.58″Ø / 55.9230944°N 8.9084944°Ø
Skovsnogen Artspace er et 25 hektar stort udstillingssted under åben himmel i en vestjysk skov, der ligger 25 km. syd for Herning. Skovsnogen Artspace vil gerne give nye bud på mødet mellem kunst og publikum, og er et udstillingssted, hvor eksperimenterende samtidskunst bliver søgt forenet med friluftsliv og naturoplevelser.
Skovsnogen er anlagt med en 3 kilometer tur igennem skoven, hvor man foruden natur og friluftliv møder kunst, der kredser omkring emner som virus, terrorisme, arbejderromantik og forfaldsæstetik. Skovsnogen Artspace beskriver selv, at ambitionen bag stedet er, at hele familien er i centrum. Ikke forstået på den måde at det er det samme børn og voksne skal se i et værk, men at et værk kan appellere til alle alderklasser og sætte en samtale eller en leg i gang. Der er offentlig og fri adgang til Skovsnogen Artspace.

## Historie
Skovsnogen blev etableret i 2009 af billedkunstnerne René Schmidt og Søren Taaning i et samarbejde med Herning Kommune som et forsøgsprojekt under Friluftsrådets koncept Naturrum, der handlede om at skabe projekter som kunne trække flere folk ud i naturen. I forlængelse af dette projekt blev Skovsnogen Artspace etableret i 2011 med støtte fra Statens Kunstråd og Herning Kommune som et bud på hvordan en park for samtidskunst kunne se ud.